# Huntress
Huntress (engl. für ‚Jägerin‘) ist der Name mehrerer Comicfiguren, die in Veröffentlichungen des US-amerikanischen Verlages DC-Comics auftreten. Die Figuren treten dabei zumeist als Nebenfiguren in den Batman-Serien und damit zusammenhängenden Titeln auf. Gelegentlich erscheinen bei DC jedoch auch Miniserien, die Huntress' Namen im Titel tragen.
Die ursprüngliche Huntress, die in Comics aus den 1940er Jahren auftrat, war eine kostümierte Schurkin. Bei der zweiten Huntress handelt es sich um eine kostümierte Superheldin ohne Superkräfte. Die dritte Huntress, bei der es sich um eine modernisierte Version der zweiten handelt, ist eine Selbstjustiz übende Vigilantin, die aufgrund ihrer Methoden häufiger mit Batman in Konflikt gerät.

## Versionen und Veröffentlichungsgeschichte

### Huntress I
Die ursprüngliche Huntress hatte ihren ersten Auftritt in Sensation Comics #68 (Coverdatum August 1947) und war eine kostümierte Verbrecherin namens Paula Brooks, die es häufiger mit dem kostümierten Helden Wildcat zu tun bekam. In der Serie Young All-Stars aus den 1980er Jahren wurde rückwirkend festlegt, dass sie vor ihrer Verbrecherkarriere als Huntress unter dem Namen Tigress als kostümierte Superheldin tätig gewesen war. Später heiratete sie den Superschurken Sportsmaster alias Crusher Crock. Die beiden waren auch unter den Namen Mr. and Mrs. Menace aktiv und hatten später eine Tochter namens Artemis, die von ihrer Mutter die kostümierte Identität von Tigress übernahm.

### Huntress II
Die zweite Huntress hatte ihren ersten Auftritt in DC Super Stars #17 (Coverdatum November/Dezember 1977). Zur damaligen Zeit war das DC-Universum in ein Multiversum mit mehreren Parallelerden aufgeteilt. Auf einer dieser Erden, der sogenannten „Erde-2“, hatte Batman (Bruce Wayne) seine Karriere als kostümierter Verbrechensbekämpfer in den 1930er Jahren begonnen. Später hatte er mit Selina Kyle (der ehemaligen Superschurkin Catwoman) eine Tochter, Helena Wayne, die als Erwachsene die Identität der kostümierten Heldin Huntress annahm. Nach ihrem Comicdebüt erschienen weitere Abenteuer von Huntress als Zweitgeschichten in der ursprünglichen Wonder Woman-Comicserie und in der Serie Batman Family. Zudem war sie Mitglied des Superheldenteams Infinity Inc. und der Justice Society of America. Während ihrer Karriere als Superheldin musste Helena den Tod beider Elternteile miterleben.
Im Zuge des Crossovers Crisis on Infinite Earths (1985–1986) wurden die verschiedenen Parallelerden des DC-Multiversums zu einer einzigen Erde verschmolzen. Da der Batman dieser neuen, einheitlichen Erde nach offizieller DC-Geschichtsschreibung deutlich jünger war als der Batman der alten „Erde-2“, hatte er in dieser Version auch keine Tochter, die somit rückwirkend nie existiert hatte. Noch vor der endgültigen Verschmelzung der übriggebliebenen Parallelerden war Helena Wayne in Crisis on Infinite Earths #12 (Coverdatum März 1986) ums Leben gekommen.
Im Zuge des Crossovers Infinite Crisis (2007) wurde das DC-Multiversum wieder etabliert, und auf der neuen Version der „Erde-2“ existiert auch eine modernisierte Form von Huntress/Helena Wayne.

### Huntress III
Nachdem Huntress/Helena Wayne im Zuge der Crisis on Infinite Earths rückwirkend für nicht existent erklärt worden war, führte DC Comics in Heft 1 der Miniserie Huntress (Coverdatum April 1989) eine neue Huntress ein, die zwar den Vornamen ihrer Quasi-Vorgängerin beibehielt, jedoch nicht mit Batman/Bruce Wayne oder Catwoman/Selina Kyle verwandt war.
Helena Bertinelli ist die Tochter eines Mafiapaten aus der fiktiven US-amerikanischen Großstadtmetropole Gotham City, die als Sechsjährige als Einzige den Mord eines Rivalen ihres Vaters an ihrer Familie überlebte. Als Erwachsene bekämpft sie in der Identität der kostümierten Vigilantin Huntress das organisierte Verbrechen, während sie in ihrer Identität als Helena Bertinelli als Grundschullehrerin tätig ist.
Aufgrund ihrer gewalttätigen Methoden gerät sie wiederholt in Konflikt mit Batman, jedoch hilft sie diesem auch gelegentlich bei der Bewältigung größerer Krisen. Auch mit Batmans Verbündeten Robin (Tim Drake) und Nightwing (Dick Grayson, der frühere erste Robin) hat sie schon zusammengearbeitet, mit Nightwing hatte sie sogar eine kurze Beziehung.
Zwischenzeitlich war Helena auch in einem selbstentworfenen Kostüm als neues Batgirl tätig (wobei sie den Eindruck zu erwecken versuchte, bei Batgirl und der zur selben Zeit aktiven Huntress handle es sich um verschiedene Personen), bis ihr Batman das Kostüm abnahm. Auf Batmans Vorschlag hin war Huntress ferner auch Mitglied der JLA (Justice League), bis Batman sie aufgrund ihrer gewalttätigen Methoden aus dem Team ausschloss. Ferner gehörte Huntress auch zu den Verbündeten der Birds of Prey.
In der TV-Serie Arrow erscheint Huntress als Helena Bertinelli in einer wiederkehrenden Nebenrolle.

## Veröffentlichungen mit dem Namen Huntress im Titel
Die ersten Comics, die DC unter dem Huntress-Titel veröffentlichte, waren die Hefte einer eigenständigen Huntress-Serie, die von April 1989 bis Juni 1990 erschien und insgesamt 19 Ausgaben erreichte. Die Comics dieser Serie – die als fortlaufende, im monatlichen Turnus erscheinende Serie mit vorläufig unbegrenzter Laufzeit angelegt war – wurden vom Autor Joey Cavalieri verfasst und von dem Zeichner Joe Staton illustriert. Für die Tuschezeichnungen wurden die Inker Bruce Patterson und Dick Giordano engagiert. Die Serie wurde schließlich wegen zurückgehender Verkaufszahlen eingestellt.
Zwischen Juni und September 1994 folgte eine zweite Huntress-Serie, die als vierteilige Miniserie konzipiert war. Autor der Hefte dieser Serie war Chuck Dixon, während die visuelle Gestaltung der Comics von dem Zeichner Michael Netzer besorgt wurde. 
1998, nach einer vierjährigen Veröffentlichungspause folgten der von Dixon verfasste One Shot Huntress/Spoiler: Blunt Trauma und die vierteilige Miniserie Nightwing/Huntress von Devin Grayson, in der Huntress gemeinsam mit dem Titelhelden der Serie Nightwing auf Verbrecherjagd geht.
Im Jahr 2000 wurde die Reihe mit der sechsteiligen, von Greg Rucka verfassten und von Rick Burchett gezeichneten, Miniserie Huntress: Cry for Blood fortgesetzt.
Von Mai bis Juli 2008 erschien bei DC Comics die sechsteilige Miniserie Huntress: Year One. Geschrieben wurde sie von Ivory Madison und gezeichnet von Cliff Richards. Es wird noch einmal ihr Werdegang erzählt: Von dem Tag, als sie als acht Jahre altes Kind den Mord an ihrer Familie mitansehen musste, bis zu dem Zeitpunkt, an dem sie ihre neue Identität anlegt, um sich zu rächen.